# Gavrilovka (Krasnoiarsk)
|  | Per a altres significats, vegeu «Gavrilovka». |

Gavrilovka (en rus: Гавриловка) és un poble del krai de Krasnoiarsk, a Rússia, que en el cens del 2010 tenia 91 habitants. Pertany al districte d'Ilanski.